# Danao (Bohol)
Dánao é um município de  quarta classe de renda municipal (d) na província Bohol, nas Filipinas. De acordo com o censo de 1 de maio  de  2020 possui uma população de 20 245 pessoas e 4 446 domicílios.